# 大阪朝日新聞

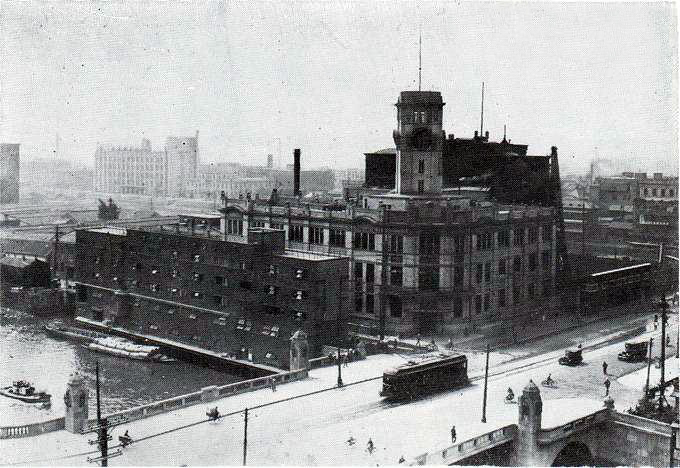
當時的朝日新聞大阪本社

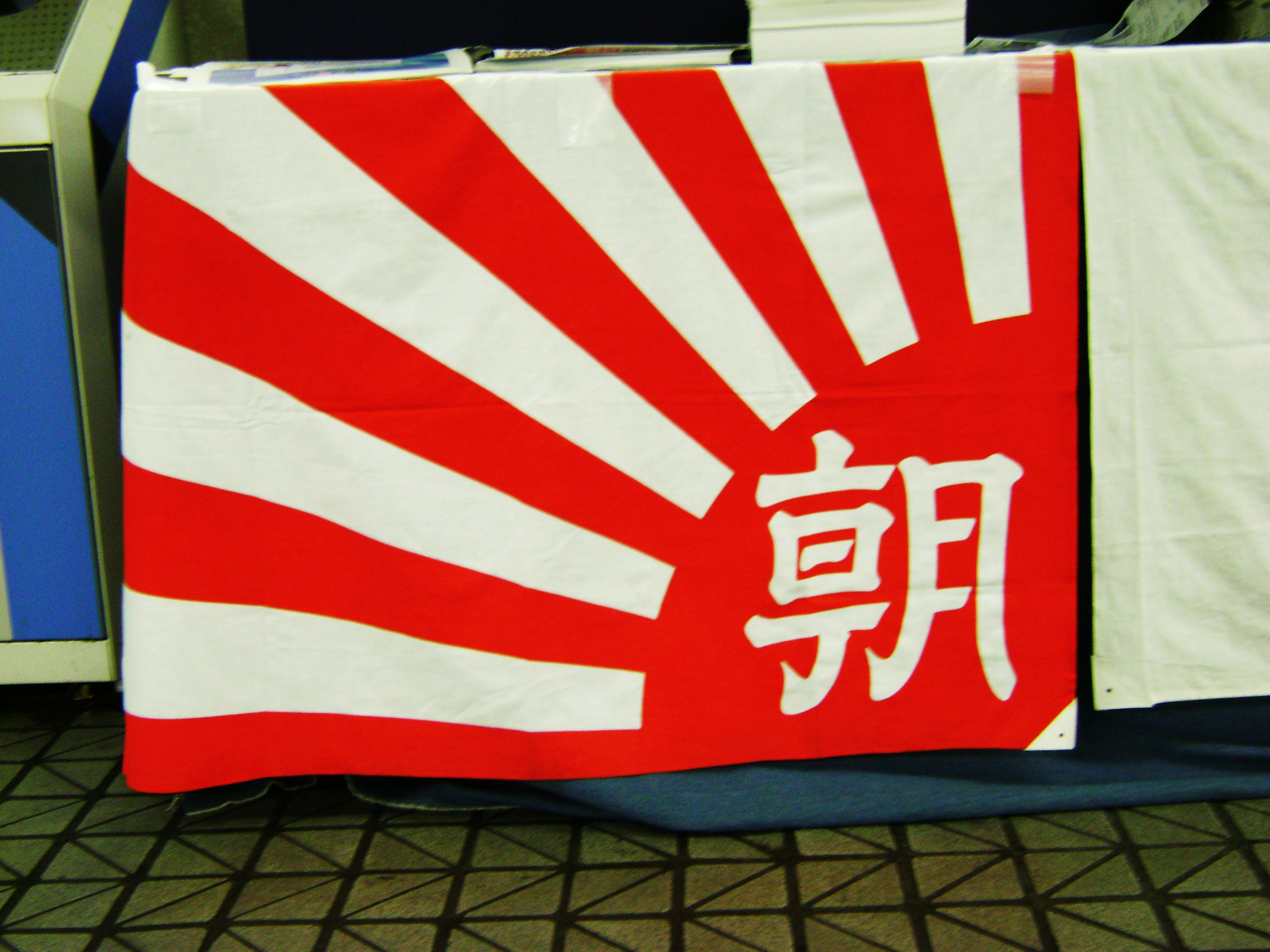
朝日新聞大阪本社的社旗

大阪朝日新聞是日本報紙『朝日新聞』西日本地區的舊標題。現在的朝日新聞大阪本社版的前身。略稱大朝（だいちょう）。

## 沿革
- 1879年1月25日 『朝日新聞』在大阪創刊。
- 1889年1月3日 大阪本社發行的報紙改標題為『大阪朝日新聞』。
- 1904年1月5日 專欄「天聲人語」開始連載。
- 1915年 晚報開始發行。
- 1918年8月25日 白虹事件。
- 1935年2月 西部本社開始發行報紙。
- 1935年11月25日 名古屋本社開始發行報紙。
- 1940年9月1日 『大阪朝日新聞』和『東京朝日新聞』改標題為『朝日新聞』。

## 其他用法
- 朝日新聞社在大阪的地域本社，是朝日新聞大阪本社的別稱。